# I-24
I-24 – підводний човен Імперського флоту Японії, який взяв участь у Другій світовій війні.

## Передвоєнна історія
Корабель спорудили на верфі Sasebo Navy Yard. Човни типу C, підтипу C1 (він же клас I-16), до яких відносився I-24, мали великі розміри (їх надводна водотоннажність перевищувала підводний показник океанських підводних човнів США) та могли нести міні-субмарину для диверсійних операцій.
I-24 завершили в жовтні 1941-го, а потім включили до складу 4-та дивізія підводних човнів. 
З 10 листопада 1941-го човен пройшов дообладнання у носій міні-субмарин Типу A.

## Атака на Перл-Гарбор
Для участі у нападі на головну базу Тихоокеанського флоту США японці сформували загін із 5 підводних човнів, котрі могли бути носіями міні-субмарин. 19 листопада загін вирушив до Гаваїв.
7 грудня за три з половиною години після опівночі I-24 запустив свою міні-субмарину HA-19 в районі за два десятки кілометрів від Перл-Гарбору. Біля 7:00 вона досягла входу у гавань, проте не встигла увійти до початку авіаударів. Через годину HA-19 спливла на поверхню, після чого сіла на риф і була виявлена есмінцем USS Helm, котрий відкрив вогонь. Від вибухів снарядів, які лягли поруч з міні-субмариною, вона зійшла з рифу, проте із пошкодженим механізмом запуску торпед. Після другої посадки на мілину та сходження з неї HA-19 опинилась із непрацюючим кермом. Міні-субмарину кілька разів атакували глибинними бомбами, нарешті екіпаж спробував викинутись на берег, проте утретє опинився на мілині. Японці запустили механізм самознищення (котрий так і не спрацював) та спробували уплав дістатись землі. У підсумку одного з двох диверсантів непритомним винесло на берег, де він був узятий у полон (перший японський військовополонений цієї війни). 
В ніч з 7 на 8 грудня I-24 перебував на обумовленій точки зустрічі з екіпажами диверсійних субмарин, проте із зрозумілої причини нікого не зустрів.
Наступної ночі I-24 знову провадив пошук диверсантів, після чого вирушив від Гаваїв до бази на атолі Кваджелейн (Маршалові острови).

## Другий похід до Гаваїв
4 січня 1942 року I-24 разом з підводними човнами I-18 та I-22 вирушив для бойового патрулювання біля Гаваїв. До 18 січня він перебував у зазначеному районі, після чого попрямував до Японії маючи завдання на переході разом з I-18 провести обстріл атолу Мідвей.
В ніч на 25 січня підводні човни наблизились до Мідвею і I-24 встиг випустити 6 снарядів, після чого вогонь у відповідь змусив зануритись.
Про перехід I-18, I-22 та I-24 був попереджений американський підводний човен USS Gudgeon. Хоча він не зміг виявити саме ці японські кораблі, проте в кінці січня USS Gudgeon потопив I-73.
2 лютого I-24 прибув до Йокосуки.
Наступні два з половиною місяці човен провів у Внутрішньому Японському морі, провадячи навчання у складі новоствореної 8-ї ескадри підводних човнів, до якої включили  3-ю дивізію.

## Участь в «Операції МО»
15 квітня I-24 полишив Японію та попрямував до Океанії, де передусім прибув на схід Каролінських островів до атолу Трук (ще до війни була створена потужна база Імперського флоту, з якої до лютого 1944-го провадились операції у цілому ряді архіпелагів).
Вже через кілька діб, 30 квітня, I-24 вийшов у похід в межах «Операції МО», націленої на створення баз на сході Соломонових островів з наступним оволодінням Порт-Морсбі. До 5 травня він повинен був приєднатись до групи підводних човнів, котрі утворювали «завісу» в районі на південний захід від острова Гуадалканал з метою прикриття авіаносного ударного з’єднання (у середині дня 5 травня це з’єднання обігнуло зі сходу острів Сан-Крістобаль та попрямувало на захід уздовж південного краю Соломонових островів). 2 травня, коли I-24 вже перебував у Кораловому морі, його безуспішно атакували літаки з авіаносця «Йорктаун».
8 – 9 травня відбулась битва у Кораловому морі, внаслідок якої японці відмовились від висадки у Порт-Морсбі. Як наслідок, 11 травня I-24 наказали повернутись на Трук. Повідомлення було перехоплене та розкодоване американцями, котрі спрямували відповідні попередження своїм субмаринам. Вранці 17 травня I-24 помітили з USS Tautog, проте американському підводному човну не вдалось зайняти положення для атаки (зате через кілька годин він потопив іншу субмарину групи I-28).

## Атака на Сідней
17 травня 1942-го I-24 прибув на Трук, де прийняв на борт диверсійну міні-субмарину, доправлену з Японії на борту гідроавіаносця Тійода.
18 травня I-24 полишив Трук разом з підводними човнами I-22 та I-27 і попрямував для нанесення удару по гавані Сіднею. Також у операції були залучені човни I-29 та I-21, котрий несли не міні-субмарини, а літаки. 
Під час переходу члени екіпажу міні-субмарини увійшли до неї та відчули сильний запах хлору. Після увімкнення світла стався сильний вибух, від якого один з диверсантів загинув, а інший зазнав важких опіків. 20 травня I-24 зайшов на Трук, де прийняв міні-субмарину HA-17, котра призначалась для загиблої I-28. Того ж дня човен знову рушив у похід.
23 травня повітряну розвідку над Сіднеєм провів літак з I-29, а 29 травня те саме зробив літак з I-21. Останній виявив важкий крейсер «Чикаго» (прийнятий за лінійний корабель) та зміг ухилитись від винищувачів австралійських ВПС. Доповідь про виявлений бойовий корабель сприяла прийняттю рішення про атаку на гавань.
30 травня човни з міні-субмаринами прибули в район Сіднею та ввечері 31 травня в районі за 13 км на схід від нього запустили свої міні-субмарини. Біля 20:15 міні-субмарина з підводного човна I-27 заплуталась у протичовновій сітці і через якийсь час її екіпаж підірвав себе разом з кораблем. Вибух попередив охорону гавані про присутність ворожих підводних човнів і після 22-ї години почались їх активні пошуки. 
Втім, невдовзі після опівночі 1 червня HA-17 зміг наблизитись до головної цілі, при цьому з «Чикаго» відкрили вогонь із зенітних гармат. Обидві випущені міні-субмариною торпеди не поцілили крейсер. Одна з них розірвалась на березі, а друга влучила у переобладнаний плавучий склад (колишній паром, котрий працював у сіднейській гавані) HMAS Kuttabul. Це судно затонуло, загинув 21 моряк.   
HA-17 зміг полишити гавань, проте не знайшов свого човна-носія та затонув північніше Сіднею. У 2006 році його залишки виявили на глибині 54 метра.

## Боротьба з судноплавством
Не зустрівши своєї міні-субмарини, I-24 узявся за боротьбу з ворожим судноплавством біля узбережжя Австралії. 3 червня 1942-го в районі на схід від Сіднею він випустив торпеду по пароплаву Age (4734 тон), проте промахнувся. Після цього I-24 вистрілив чотири снаряди із 140-мм гармати, проте також не поцілив. Age зміг зникнути під прикриттям ночі, при цьому капітан японського підводного човна вирішив, що все-таки потопив транспорт.
Через півтори години I-24 випустив дві торпеди по судну Iron Chieften (4812 тон), котре прямувало із вантажем коксу та матеріалів для верфі. Одна з торпед потрапила у ціль, котра затонула через п’ять хвилин.
5 червня південніше по узбережжю від Сіднею човен перестрів судно Echunga (3362 тон), яке вийшло з Порт-Кембла у рейс до Уайалла. Втім, на цей раз I-24 не зміг досягнути успіху.
8 червня 1942-го, знаходячись лише за кілька кілометрів від Сіднею, I-24 випустив десять 140-мм снарядів по мосту Гарбор-Брідж, проте жодного разу не поцілив. Взагалі, із усіх снарядів лише один вибухнув та пошкодив будівлю. Австралійці включили пошукові прожектори, після чого I-24 терміново занурився. На пошук ворожої субмарини також підняли літак P-39 «Аерокобра», котрий невдовзі розбився.
9 червня поблизу затоки Джервіс-Бей (130 кілометрів на південь від Сіднею) I-24  перестрів судно Orestes (7748 тон). Дві послідовно випущені торпеди передчасно вибухнули, після чого човен сплив на поверхню та відкрив вогонь із 140-мм гармати. Він зміг досягти одного попадання, проте в підсумку перервав атаку так і не потопивши транспорт.
25 червня I-24 завершив похід на атолі Кваджелейн, а 11 липня досягнув Йокосуки.

## Дії на Соломонових островах
7 серпня 1942-го союзники висадились на сході Соломонових островів, що започаткувало шестимісячну битву за Гуадалканал. 30 серпня I-24 полишив Йокосуку та попрямував в район Соломонових островів. 13 вересня 1942-го за п’ять з половиною сотень кілометрів на південний схід від Гуадалканалу японський розвідувальний літак виявив вороже з’єднання, до складу якого входив авіаносець. Після цього I-24 та ще вісім підводних човнів отримали наказ сформувати патрульну лінію та перехопити цю групу. I-24 не зміг досягнути успіху, а от I-19 15 вересня потопив авіаносець Wasp.
26 жовтня 1942-го під час битви у островів Санта-Круз I-24 входив до групи із шести підводних човнів, котрі патрулювали в районі східних Соломонових островів. Вночі 27 жовтня в районі за шість сотень кілометрів на південь від Гуадалканалу I-24 дав торпедний залп по цілі, ідентифікованій як лінійний корабель, проте не влучив.
2 листопада 1942-го I-24 прибув до якірної стоянки Шортленд – прикритої групою невеликих островів Шортленд акваторією біля південного завершення острова Бугенвіль, де зазвичай відстоювались легкі бойові кораблі та перевалювались вантажі для відправлення далі на схід Соломонових островів. Тут він прийняв на борт диверсійну міні-субмарину HA-12, доправлену з Японії гідроавіаносем Тійода (те саме зробили і підводні човни I-16 та I-20). 4 листопада I-24 вирушив для дій у протоці Індіспенсейбл (відділяє острів Малаїта від островів Санта-Ісабель, Гуадалканал та Сан-Крістобаль). 7 листопада I-24 прибув до Гуадалканалу, проте через несправність міні-субмарини 13 листопада відвідав базу на Труці. 15 листопада відремонтовану HA-12 знову прийняли на борт I-24, котрий полишив Трук та попрямував назад до зони бойових дій. Незадовго до завершення 22 листопада HA-12 запустили в районі мису Есперанс (північно-західне завершення Гуадалканалу). Про подальшу долю цієї міні-субмарини нічого невідомо, а I-24 прибув на стоянку Шортленд.
1 грудня 1942-го човен прийняв чергову міні-субмарину HA-38, а невдовзі після опівночі 7 грудня запустив її біля Лунга-Пойнт (північне узбережжя Гуадалканалу за кілька кілометрів на північний схід від Хоніари). HA-38 випустила дві торпеди по транспорту USS Alchiba, котрий 30 листопада був торпедований міні-субмариною HA-10, доправленою підводним човном I-16, та викинувся на мілину. Одна з торпед HA-38 потрапила у ціль та ще більше пошкодила транспорт. На міні-субмарину скинули глибинні бомби і про подальшу долю HA-38 нічого невідомо (що стосується USS Alchiba, то, незважаючи на два попадання торпед воно було відремонтоване у 1943 році та перетворене на десантний транспорт). I-24 ж у підсумку прибув на Трук.

## Постачання Нової Гвінеї
3 січня 1943-го I-24 вийшов з Труку до Рабаула – головної передової бази японців у архіпелазі Бісмарку, з якої провадились операції на Соломонових островах та сході Нової Гвінеї.
11 січня човен доправив 25 тон продовольства та боєприпасів до Буни на східному узбережжі півострова Папуа (тут підходила до завершення битва за Буну – Гону і для постачання заблокованого японського угруповання залучили підводні човни). У зворотній рейс I-24 евакуював 79 військовослужбовців.
18 січня човен удруге прибув до Буни, куди доправив 20 тон вантажів, а забрав з собою 58 військовослужбовців і бойовий прапор 144-го піхотного полку.
22 січня організований спротив у Буні припинився, проте 26 січня I-24 знову прибув у цей район, доставивши 16 тон вантажів та евакуювавши 64 військовослужбовців.
Четвертий раз I-24 відвідав узбережжя Нової Гвінеї 10 лютого, доставивши 16 тон вантажів та евакуювавши 71 особу.
До кінця місяця човен ще двічі побував на Новій Гвінеї у Лае (в глибині затоки Гуон, котра розділяє півострови Папуа та Гуон), японський гарнізон якого теж перебував у блокаді (останній раз транспорти прибували сюди у першій декаді січня, а спроба провести на початку березня великий конвой із підкріпленнями завершився його повним розгромом у битві в морі Бісмарка). 17 лютого 1943-го I-24 доставив 32 тони вантажів та евакуював 72 особи, а 23 лютого човен привіз 38,5 тон вантажів та вивіз 64 військовослужбовця.
6 березня 1943-го човен прибув до Йокосуки на ремонт.

## Дії на Алеутських островах
7 травня 1943-го I-24 вийшов з Йокосуки, а 20 травня прибув до Куре (існує версія, що в цьому проміжку він відвідав Трук, проте доказів на користь цього немає).
Тим часом 11 травня американські війська висадили десант на острів Атту (Алеутські острови),  захоплений японцями влітку 1942-го. 21 травня I-24 вирушив з Куре на Курильські острови. 30 травня він вийшов з Парамушира до острова Атту, де зробив три невдалі спроби підібрати вцілілих бійців гарнізону. 
5 червня I-24 полишив район Атту та вирушив на патрулювання до іншого захопленого в попередньому році алеутського острова Киска. 7 червня від нього надійшло повідомлення про виявлення тут американських кораблів.
11 червня I-24 перебував на шляху від Киски до Парамушира. За двісті п’ятдесят кілометрів на північний захід від Киски американський мисливець за підводними човнами PC-487 встановив спершу сонарний, а потім радарний контакт з I-24. Хоча стояв сильний туман, проте у підсумку мисливець встановив і візуальний контакт з підводним човном, помітивши два підняті перископи. Після атаки глибинними бомбами I-24 сплила на поверхню, де її таранив PC-487. Невеликий мисливець вискочив поверх підводного човна та пройшов над ним. Після цього він таранив ворожий корабель друге у район бойової рубки. I-24 перевернувся та затонув, загинуло всі 104 особи, що перебували на його борту.

## Бойовий рахунок
| Дата       | Назва         | Тип                           | Тоннаж | Місце         |
| 01.06.1942 | HMAS Kuttabul | переобладнаний плавучий склад | 447    | гавань Сіднея |
| 03.06.1942 | Iron Chieften | вантажне                      | 4812   |               |